# Plazmalogen
Plazmalogen je fosfolipid, který strukturálně připomíná fosfatidylcholiny nebo fosfatidylethanolaminy. Rozdíl je v tom, že mastná kyselina je v poloze 1 nahrazena etherově vázaným vyšším nenasyceným alkoholem. Druhá mastná kyselina, která je vázaná esterovou vazbou, je obvykle polynenasycená.
Plazmalogeny se běžně vyskytují v buněčných membránách v nervovém, imunitním a kardiovaskulárním systému. Většina fosfolipidů v mitochondriích jsou plazmalogeny. Více než 10% fosfolipidů mozku a svalů patří do skupiny plazmalogenů.
Vzhledem k tomu, že plazmalogeny mají vliv na nejrůznější neurologická onemocnění, jsou předmětem intenzivního výzkumu neuropatologie. Mezi tato onemocnění patří například Alzheimerova choroba, Parkinsonova nemoc nebo Creutzfeldtova–Jakobova nemoc.

## Historie
Plazmalogeny objevil Joachim Wilhelm Robert Feulgen (1884–1955). Byl to německý lékař a univerzitní profesor, který se věnoval především studiu nukleových kyselin. Plazmalogeny objevil v cytoplazmě v roce 1924 při studiu tkáňových řezů, které ošetřil kyselinou nebo chloridem rtuťnatým jako součást metody barvení buněčného jádra. Tím došlo k rozbití vinyl-etherové vazby za vzniku aldehydů. Ty pak reagovaly s kyselinou za vzniku barevných sloučenin uvnitř cytoplazmy buněk. Název plazmalogeny tedy vznikl pro barevné sloučeniny přítomné v plazmě uvnitř buňky.

## Struktura

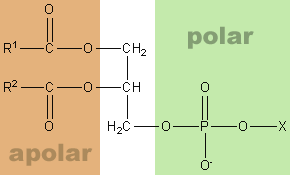
Glycerofosfolipidy mají tyto složky: dvě mastné kyseliny R^{1} a R^{2} (oranžová), glycerol (bílá) a fosfátový ester s navázaným alkoholem X (zelená).

Plazmalogeny patří mezi glycerolfosfolipidy, které se skládají z trojsytného alkoholu glycerolu, ke kterému jsou esterovou vazbou připojeny dvě mastné kyseliny (R1 a R2) a zbytek kyseliny fosforečné s navázaným alkoholem (X).
Pokud je první mastná kyselina (R1) nahrazena acylem, alkylem nebo alkenylem s dlouhým řetězcem (16-20 atomů uhlíku), které se na glycerol vážou etherovou vazbou, výsledné glycerolfosfolipidy se nazývají plazmalogeny.
Rozlišují se tři typy plazmalogenů podle navázaného alkoholu (X):
- fosfatidylcholinové mají navázaný cholin
- fosfatidylserínové mají navázaný serin
- fosfatidylethanolaminové mají navázaný ethanolamin

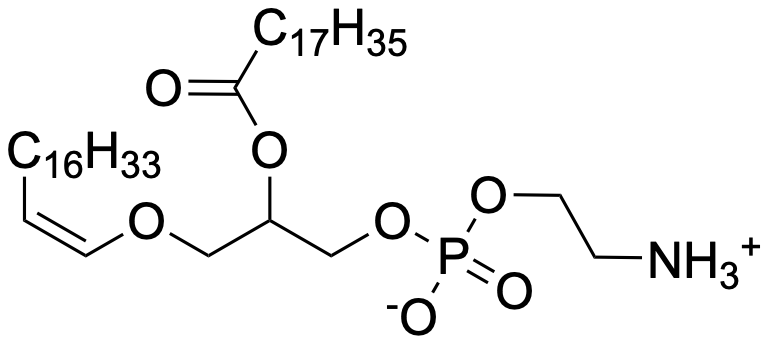
Příklad plazmalogenu. Zbytek alkoholu C_{16}H_{33}O-, zbytek mastné kyseliny C_{17}H_{35}O_{2}-

## Výskyt a funkce
Plazmalogeny se nacházejí v mnoha lidských tkáních, ve větším množství v nervovém, imunitním a kardiovaskulárním systému. V myelinových pochvách nervového systému jsou plazmalogeny hlavně s ethanolaminem jako hlavní skupinou (fosfatidylethanolaminové plazmalogeny). V lidském srdci se vyskytují především plazmalogeny s cholinem jako hlavní skupinou (fosfatidylcholinové plazmalogeny),
Funkce plazmalogenů ještě nebyly plně objasněny. Předpokládá se, že hrají roli při přenosu signálů mezi buňkami. Bylo také prokázáno, že chrání buňky savců před poškozením oxidací.

## Biosyntéza

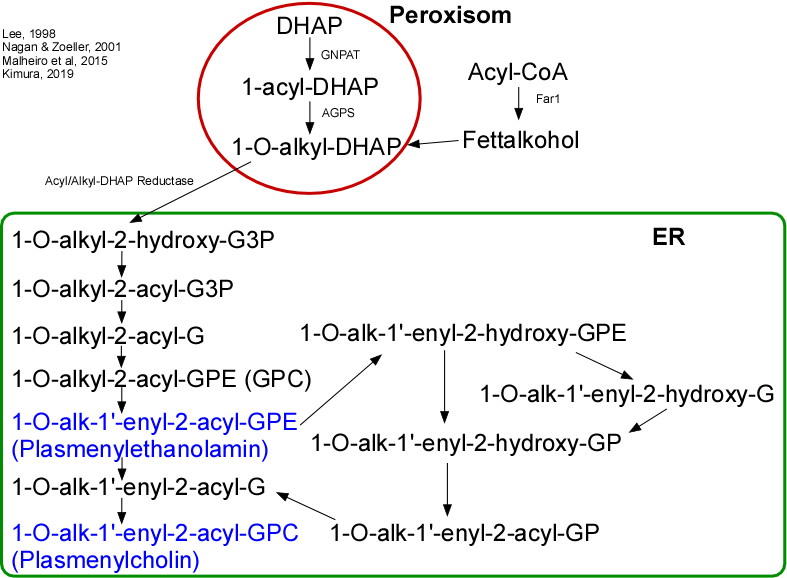
Biosyntéza plazmalogenů

Biosyntéza plazmalogenů probíhá v peroxizomech a v endoplazmatickém retikulu. Vedlejší obrázek ilustruje složitost tohoto procesu pro dva plazmalogeny.

## Onemocnění
Nedostatek přesných metod pro stanovení plazmalogenu způsobil a stále způsobuje potíže při posuzování jeho podílu na lidských onemocněních. U onemocnění RCDP (Rhizomelická ChondroDysPlazie) a Zellwegerově spektru (vrozená progresivní encefalopatie) je souvislost s plazmalogeny jistá. Například pro Zellwegerův syndrom, který byl popsán roku 1964, je mimo jiné charakteristický nedostatkem plazmalogenů. Je to způsobeno tím, peroxizomy neobsahují téměř žádné enzymy a jsou degradovány. Proto již nemohou syntetizovat plazmalogeny.
Mezi známá onemocnění, která souvisejí s plazmalogeny, patří Alzheimerova choroba, Parkinsonova nemoc, Dawnův syndrom, Creutzfeldtova–Jakobova nemoc, Niemann-Pickova choroba a roztroušená skleróza. Tyto choroby souvisejí se sníženou hladinou plazmalogenů v mozku.
Některé studie dávají plazmalogenům i další význam. Například výzkum na myších dospěl k závěru, že plazmalogeny mohou eliminovat synaptické defekty spojené se stárnutím.